# Microgephyra latipennis
Microgephyra latipennis är en tvåvingeart som beskrevs av Lyneborg 1976. Microgephyra latipennis ingår i släktet Microgephyra och familjen stilettflugor. Inga underarter finns listade i Catalogue of Life.